# Samsung Gear 360
Samsung Gear 360 — первая 360-градусная камера от Samsung Electronics. Он был выпущен как часть семейства устройств Samsung Gear. Он использует две камеры для съемки фотографий и видео на 360°.

### Модели
- Оригинальная модель выпущена в 2016 году, SM-C200, сфера.
- Обновленная модель, выпущенная в 2017 году, SM-R210, сфера меньшего размера со встроенной ручкой[3].

## История
29 апреля 2016 года Samsung выпустила Gear 360 в Корее и Сингапуре. Он совместим с Samsung Galaxy S6 и более поздними версиями. Критики высоко оценили простоту использования и небольшой форм-фактор.
В апреле 2017 года была выпущена обновленная версия Samsung Gear 360. Дизайн значительно изменился, и были обновлены три функции: разрешение видео было увеличено до 4K, добавлены функции прямой трансляции и добавлена стабилизация изображения. Он также работает с устройствами iOS.

## Технические характеристики

### Аппаратное обеспечение

#### Камера
- Двойной датчик CMOS 15MP (количество выходных пикселей по умолчанию эквивалентно 25,9M)
- Разрешение фото: 7776x3888 (2016 года); 5792x2896 (2017)
- Двойной f/2.0 (2016 г.) f/2.2 (2017 года) Объектив «рыбий глаз»
- видео до 60 кадров в секунду (2016 года); 120 кадров в секунду (2017)[5]

#### Память
- 1 ГБ оперативной памяти
- Карта MicroSD (до 256 ГБ)

#### Батарея
- Сменный 1350 мАч (2016)
- встроенная 1160 мАч (2017)

#### Связь
- Wi-Fi 802.11 a/b/g/n/ac (2,4/5 ГГц)
- Wi-Fi Прямой
- Bluetooth® версии 4.1
- USB 2.0, NFC

#### Датчики
- Гироскоп
- Акселерометр

## Программное обеспечение
Специальное мобильное приложение значительно расширяет доступные параметры записи и добавляет поддержку интервальной съемки и зацикливания видео. Камера работает со всеми телефонами, которые могут запускать необходимое приложение Samsung Gear 360 Manager, например Samsung Galaxy S8, Galaxy S8+, Galaxy S7, Galaxy S7 Edge, Galaxy S6, S6 Edge, S6 Edge+, Note 5, A5 (2017) и A7 (2017).